# Stefano Della Santa
Stefano Della Santa (Lucca, 22 maggio 1967) è un ex ciclista su strada italiano.
Professionista dal 1989 al 2000, vinse due edizioni della Vuelta a Andalucía, una Setmana Catalana e una Euskal Bizikleta.

## Carriera
Dalla Santa ottenne tredici vittorie nel corso dei suoi undici anni di professionismo: vittorie di buon livello ottenute soprattutto in brevi corse a tappe, su cui spiccano la Euskal Bizikleta 1994 e il Giro di Campania dell'anno precedente.
Nel 1994 fece parte della spedizione azzurra per la prova in linea ai mondiali di Agrigento, nella quale però si ritirò; l'anno dopo fu ancora in Nazionale per i Mondiali colombiani, ma come riserva (come nel 1993 a Oslo).

## Palmarès
- 1987 (dilettanti)

Gran Premio Ezio Del Rosso
Cronoscalata della Futa-Memorial Gastone Nencini
Trofeo Matteotti - Marcialla
Coppa Mobilio Ponsacco
- 1988 (dilettanti)

Cronoscalata della Futa-Memorial Gastone Nencini
Gran Premio CNA L'Artigianato Pistoiese
- 1990 (Amore & Vita, una vittoria)

1ª prova Trofeo dello Scalatore (Triora > Colle di Nava)
- 1991 (Amore & Vita, una vittoria)

3ª prova Trofeo dello Scalatore
- 1993 (Mapei-Viner, due vittorie)

Trofeo Melinda
Giro di Campania
- 1994 (Mapei-CLAS, sei vittorie)

4ª tappa Vuelta a Andalucía (Torrox > Sierra Nevada)
5ª tappa Vuelta a Andalucía (Jaén, cronometro)
Classifica generale Vuelta a Andalucía
3ª tappa Setmana Catalana (Torrelavit > Andorra la Vella)
Classifica generale Setmana Catalana
Classifica generale Euskal Bizikleta
- 1995 (Mapei-GB, due vittorie)

Classifica generale Vuelta a Andalucía
Gran Premio di Zamudio
- 2000 (Alexia Alluminio, una vittoria)

3ª tappa Tour de Beauce

## Piazzamenti

### Grandi Giri
- Giro d'Italia

1990: fuori tempo (9ª tappa)
1991: 22º
1992: non partito (16ª tappa)
1993: 21º
1994: ritirato (15ª tappa)
- Vuelta a España

1995: 10º

### Classiche monumento
- Milano-Sanremo

1991: 110º
1993: 27º
1994: 26º
1997: 21º
- Liegi-Bastogne-Liegi

1994: 5º
1997: 12º
- Giro di Lombardia

1990: 50º
1991: 11º
1994: 47º
1995: 13º

### Competizioni mondiali
- Campionati del mondo su strada

Oslo 1993 - In linea: riserva
Agrigento 1994 - In linea: ritirato
Duitama 1995 - In linea: riserva